# Пленник Зенды (фильм, 1937)
«Пленник Зенды» (англ. The Prisoner Of Zenda) — приключенческий чёрно-белый фильм по мотивам одноимённого романа Энтони Хоупа, снятый в 1937 году на студии Дэвида Селзника.

## Сюжет
Английский джентльмен по имени Рудольф путешествует по Европе. В вымышленной стране Руритания он встречает короля Рудольфа V, который оказывается его дальним родственником, тёзкой и полным близнецом. На ужине по поводу забавного знакомства короля отравляет его кузен Михаэль, желающий сам захватить трон. Король находится при смерти, коронация назначена на завтра. Начальник гвардии полковник Запт убеждает английского Рудольфа занять место родственника на церемонии.
Молодой человек изображает короля с успехом. Ему также удаётся привлечь симпатию невесты короля, Флавии, которая прежде воспринимала Рудольфа V только как династический брак по расчёту. Рудольф не рассчитывает занимать место короля долго и готов вернуть все регалии родственнику, когда тот придёт в себя. Однако больного короля неожиданно похищают люди Михаэля под командованием злодея Руперта.
Полковник отправляется на поиски короля, а Рудольф продолжает играть его роль. Союзники получают неожиданную помощь. Антуанетта, любовница Михаэля, выдаёт месторасположение короля — замок Зенда. Она не хочет, чтобы её возлюбленный стал королём и женился вместо неё на Флавии.
Рудольф отправляется в замок Зенда, тайно проникает в него, чтобы освободить короля. Тем временем, Руперт домогается Антуанетту, а когда их застаёт принц Михаэль, разбойник убивает своего господина. Ему удаётся выпытать у Антуанетты, что Рудольф-англичанин в замке. Рудольф и Руперт вступают в продолжительный поединок, который заканчивается с прибытием людей полковника Запта бегством негодяя.
Король Рудольф восстановлен на троне. Флавия, несмотря на свою любовь к Рудольфу-англичанину, остаётся верна своему господину и печально прощается со своим идеалом.

## В ролях
- Рональд Колман — Рудольф, Рудольф V
- Мадлен Кэролл — Флавия
- Дуглас Фэрбенкс-младший — Руперт
- Рэймонд Мэсси — принц Михаэль
- Обри Смит — полковник Запт
- Дэвид Нивен — капитан Фриц
- Мэри Астор — Антуанетта
- Монтегю Лав — Детхард
- Чарльз Хэлтон — офицер паспортного контроля (в титрах не указан)